# 野球エルサルバドル代表
野球エルサルバドル代表（やきゅうエルサルバドルだいひょう）は、エルサルバドルにおける野球のナショナルチームである。
かつてはワールドカップの常連であった。

## 国際大会

### ワールド・ベースボール・クラシック
- 2006年 - 不参加
- 2009年 - 不参加
- 2013年 - 不参加

### ワールドカップ[1]
- 1941年 - 9位
- 1945年 - 5位
- 1947年 - 7位
- 1948年 - 8位
- 1950年 - 9位
- 1951年 - 11位
- 1952年 - 10位
- 1953年 - 11位
- 1961年 - 10位
- 1965年 - 9位
- 1972年 - 14位

### パンアメリカン競技大会
- 1951年 - 不参加
- 1955年 - 不参加
- 1959年 - 不参加
- 1963年 - 不参加
- 1967年 - 不参加
- 1971年 - 不参加
- 1975年 - 9位
- 1979年 - 不参加
- 1983年 - 不参加
- 1987年 - 不参加
- 1991年 - 不参加
- 1995年 - 不参加
- 1999年 - 不参加
- 2003年 - 不参加
- 2007年 - 不参加